# 桑折勝四郎
桑折 勝四郎（こおり かつしろう、1890年（明治23年）8月5日 - 1981年（昭和56年）5月30日）は、大日本帝国陸軍軍人。旧姓は田村。

## 経歴
1890年（明治23年）に愛媛県で生まれた。陸軍士官学校第24期卒業。1939年（昭和14年）、陸軍歩兵大佐進級と同時に関東軍野戦鉄道司令部牡丹江支部長に就任した。1940年（昭和15年）に関東軍野戦鉄道司令官、1941年（昭和16年）に歩兵第14連隊長を歴任。
1944年（昭和19年）3月、陸軍少将に進級と同時に第3鉄道監に就任。同年11月には第4鉄道輸送司令官に転じ、インドネシア・バンドンに出征。1945年（昭和20年）に南方軍野戦鉄道司令官に転じ、終戦を迎えた。戦後は世田谷で靴磨きや靴の修理の商売を始めたという。